# Gornje Orešje
Gornje Orešje je naseljeno mjesto u Republici Hrvatskoj u Zagrebačkoj županiji. 

## Zemljopis
Administrativno je u sastavu grada Svetog Ivana Zeline. Naselje se proteže na površini od 5,29 km². 

## Stanovništvo
Prema popisu stanovništva iz 2001. godine u Gornjem Orešju žive 284 stanovnika i to u 76 kućanstava. Gustoća naseljenosti iznosi 53,69 st./km².
| broj stanovnika | 280   | 311   | 324   | 387   | 389   | 487   | 512   | 544   | 466   | 460   | 422   | 386   | 329   | 291   | 284   | 251   | 226   |
|                 | 1857. | 1869. | 1880. | 1890. | 1900. | 1910. | 1921. | 1931. | 1948. | 1953. | 1961. | 1971. | 1981. | 1991. | 2001. | 2011. | 2021. |